# 多鱗細鰨
多鱗細鰨為輻鰭魚綱鰈形目鰨亞目鰨科的其中一種，為熱帶淡水魚，分布於大洋洲澳洲北領地淡水水域，棲息深度1-4公尺，體長可達6.3公分，棲息在底中層水域，生活習性不明。
其种加词“polylepis”意为“多鳞的”。